# 恰克埃纳耶特纳加尔
恰克埃纳耶特纳加尔（Chak Enayetnagar），是印度西孟加拉邦South Twentyfour Parganas县的一个城镇。总人口5661（2001年）。

## 人口
该地2001年总人口5661人，其中男性2858人，女性2803人；0—6岁人口938人，其中男509人，女429人；识字率53.58%，其中男性为60.29%，女性为46.74%。